# 普罗旺斯地区圣雷米
普罗旺斯地区圣雷米（法語：Saint-Rémy-de-Provence，法語發音：[sɛ̃ ʁemi də pʁɔvɑ̃s]），通称圣雷米，是法国罗讷河口省的一个市镇，位于普罗旺斯-阿尔卑斯-蓝色海岸大区。它位于一个自然国家公园里。它是一个旅游城和葡萄酒城，拥有重要的文化建筑。

## 地理

### 交通

圣雷米在罗讷河口省的位置

离圣雷米最近的高速铁路车站位于亞維農，离圣雷米20千米。最近的机场为亞維農、尼姆和马赛。
通过圣雷米的有多条高速公路和重要公路：从里昂通过奥朗日连接马赛的A7高速公路在圣雷米以东约10千米处通过。从尼姆通往普罗旺斯地区萨隆的A54高速公路在17千米远的阿尔勒经过。从奥郎日经过佩皮尼昂去往蒙彼利埃的A9高速公路在西北约20千米处经过。
省级公路在圣雷米以北18千米处通过亞維農，也经过圣雷米，经过尼姆向西通往塔拉斯孔，向东通往卡瓦永。

### 地震
1991年5月14日圣雷米被正式定义为法国地震区（很有可能发生地震）。

### 水文学
圣雷米位于罗纳河河谷中，罗纳河以东约20千米。
运河经过圣雷米，其水可用来灌溉。

### 气候
圣雷米的气候类似地中海气候。冬季微寒干燥，夏季炎热干燥。最高气温在七月和八月，平均为摄氏29度。最低气温在一月，为3摄氏度。最潮湿的月份是一月，平均有七天降雨，在七月只有两天。当地的降雨量比地中海沿岸高，约为每年600至700毫米。
今天霜冻很罕见，在19世纪还很常见。

#### 寒冷西北风
尤其在冬季和春季圣雷米会有来自西北或者北方的强烈冷风。平均每年有83天有这样的风，182天无风。
寒冷西北风有两种：“白寒冷西北风”时一片晴空，阳光明媚，“黑寒冷西北风”很少见，但是伴随着阴雨。

#### 气象数据
圣雷米的气候属于地中海气候，夏季炎热，有时有风暴。冬季比较温和，但是比沿海地区要冷些。每年约30天降霜，很少降雪（平均每年四天），但是假如下雪的话会下大量雪。

### 动植物

#### 动物
许多在阿尔卑斯山脉居住的物种在圣雷米也可以看到，其中包括受特别保护的白腹山雕、白兀鷲、黄爪隼和雕鸮等。
在干旱的岩石中生活的蜥蜴也类似阿尔卑斯山脉中的物种，其中蓝斑蜥蜴也是受保护的。
尤其在圣雷米的山谷中有许多哺乳动物。野猪的数量不断增高。相反的野兔和兔的数量减少。其原因可能是1953年爆发的粘液瘤和20世纪末出现的兔出血性疾病。啮齿动物的减少有可能为猛禽的觅食带来困难。
在圣雷米还有狐狸、獴、石貂、田鼠和鼹鼠等，以及大量蝙蝠。

#### 植物
圣雷米的植物主要是耐旱的和地中海的植物。1992年的研究在当地共纪录了约800个物种。除橄欖外当地显著的树木还有朴树、胭脂虫栎和唐棣。受保护的植物有夏雪片莲等。

## 历史

### 史前和古代
在史前就已经有人在今天的圣雷米居住了，在当地的山洞里发现的绘画可以证明这一点。这些绘画是石器时代末期和青铜器时代的艺术品。它们包含人形和几何图形。在史前遗址上逐渐有人定居，在这里还有发现的有匕首。

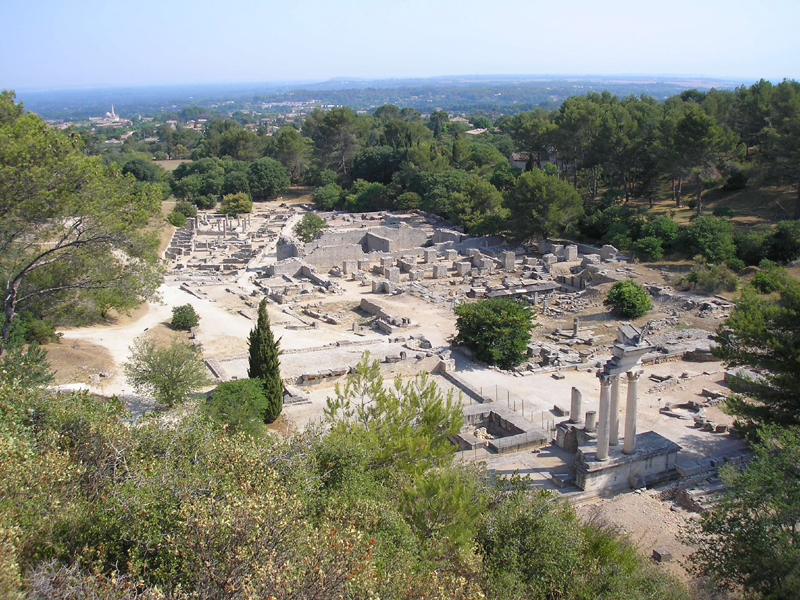
古罗马遗址

在另一座有壁画的山洞里有带盔甲的战士的图像。它们估计是铁器时代的作品。在哈尔施塔特文化时期圣雷米持续有人居住。从公元前六世纪开始在山开始有人定居，这个居民点后来逐渐演化成后来的格拉努姆。估计在其顶峰时期格拉努姆的面积达40共倾。在同时在圣雷米邻近的镇的地区上也开始有人居住。
在前七世纪到六世纪间当地原来游牧的人开始定居。第一个居民点类似村庄，房屋排列在街道旁。与此同时当地与地中海沿岸的贸易也越来越紧密。当地人使用粮食来交换奢侈品，其经济模式从自给自足转换为贸易经济。在此后的数个世纪里当地的人数不断减少，其原因是附近希腊殖民地阿尔勒把当地人不断吸引走了。

### 中世纪
在中世纪卡洛林王朝时期圣雷米属于兰斯圣雷米修道院。这也是圣雷米这个名称得起来源。

## 政治和管理

### 行政
在圣雷米的议会里社会民主党、共产党和绿党联盟有23个席位、人民运动联盟五席、民主運動一席。

### 市长
从1789年至1799年市长是由选举产生的，任期为两年，可以连任。选民必须在市内至少交付了相当于三天工作的税，候选人必须在市内交付了至少相当于十天工作的税。
1799年12月13日的新宪法撤销了市长选举，所有人数高于5000人的地方由省长任命市长。复辟后市长和议会也都是任命的。1841年后市长依然是被任命的，但是议员是选举的，任期为六年。
从1848年7月3日到1851年有6000名居民以上的市镇的市长是由市议会成员选举的。
从1851年至1871年居民3000人以上的市镇的市长由省长任命。
1871年后市长由市议会选举产生，市议会则由全民普选产生。

### 与其它镇的关系
圣雷米是由十个市镇组成的莱博河谷市镇联合体成员。

### 财政
地区居民税不算到镇的收入内。
2010年营业税被企业地皮分摊额取代。

### 姐妹城市
圣雷米有以下姐妹城市：
- 德国普法尔基兴
- 意大利比恩蒂纳

## 居民和社会

### 人口
圣雷米人口变化图示
| 数据来源：INSEE |

### 体育
圣雷米有一航空俱乐部。

### 宗教
圣雷米的主要宗教是天主教。

### 环境
莱博河谷市镇共同体的任务之一是清理和处理垃圾。

## 经济
1999年的失业率为14.5%，在业人数为3878人。1999年66.1%的在业人在圣雷米工作。其中最发达的是第三产业，在业人数为2652人，其次为农业、工业和建筑业。514人为艺术家、商人或企业家。

### 居民收入和财政
2008年居民的年平均收入为16633欧元，在法国31604个市镇中排第19054名。

### 住房
1999年镇内共有4867套住房，其中82%的住房是单个人住的，18%是多个人住的。5.8%是空的。

### 旅游业

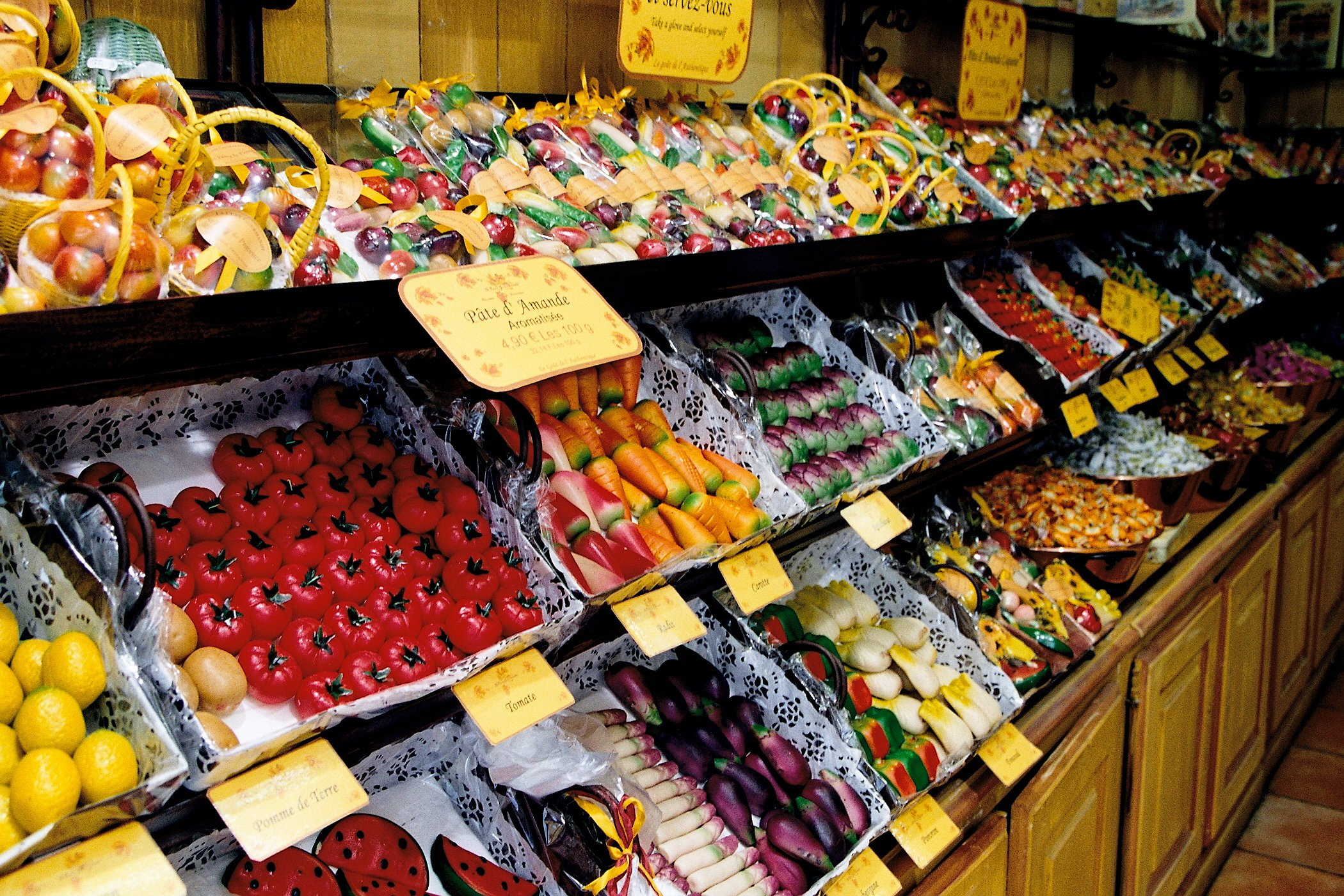
市场上的水果

除农业外圣雷米最重要的经济部门是旅游业。甚至于葡萄酒和橄榄油的生产也促进旅游业的发展。
在这里有三种不同的旅游业。首先，当地有丰富的文化和历史旅游，包括节假日。其次，由于当地集中重要的游泳池，受普罗旺斯的市场的刺激，当地发展了大量旅店。最后，由于当地的许多远足小径和良好的环境，也提供了许多旅游可能性。
圣雷米政府高度重视旅游业，开发了众多酒店、旅店、餐厅、酒吧和四个宿营地。1999年镇内有497座第二住宅，占全镇所有住宅的10.2%。

### 农业

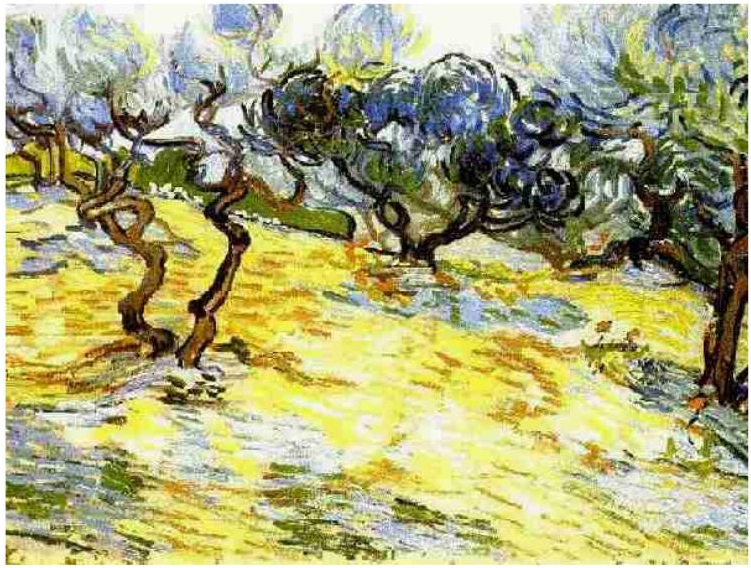
凡高1889年画的《橄欖樹》

1999年镇上有244个农业企业。

#### 橄榄油
从1997年8月27日开始圣雷米生产的橄榄油是受法国原产地命名控制保护的。只有四种橄榄可以用来制当地产的油。圣雷米出产的绿橄榄和黑橄榄也受产地命名控制。其中绿橄榄和黑橄榄的种类各有两种。

#### 葡萄园
从1995年4月20日开始圣雷米出产受原产地命名控制保护的红葡萄酒和桃红葡萄酒。每年的年产量为15,500升，其中红葡萄酒占75%，桃红葡萄酒占25%。
在镇北产的6000升酒经过品尝鉴别后不受原产地命名控制保护。

### 工业、手工业和商业
工业、手工业和商业主要集中在火车站和另一个工业区。火车站区有88个企业和1236名职员，另一个区里有45个企业和259名职员。

## 文化和遗产

### 传统文化和节日
- 游牧
- 每年8月15日的节日
- 狂欢节
- 葡萄酒节[27]

### 建筑物和旅游胜地

#### 宗教建筑

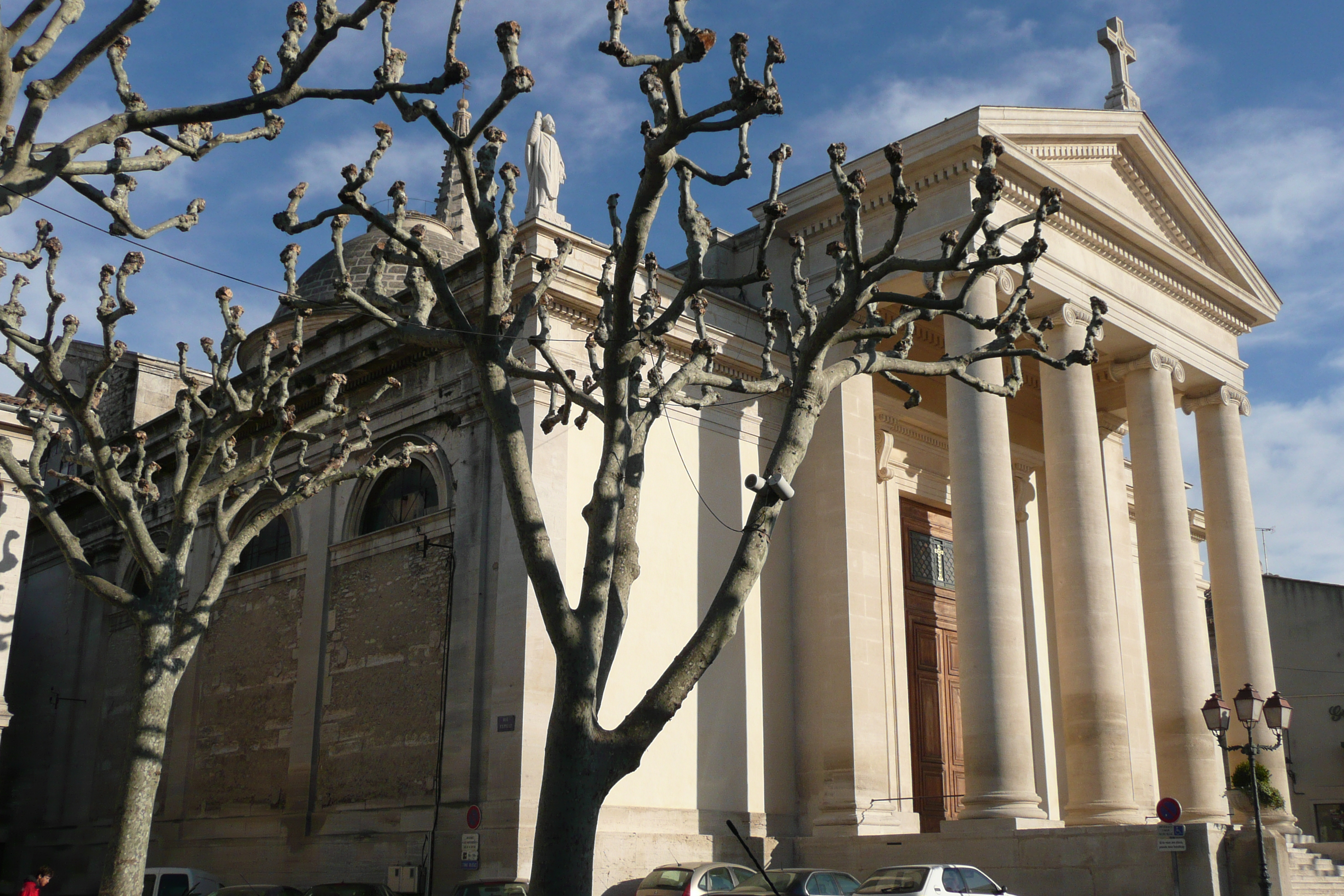
圣马丁修道院

- 圣马丁修道院
- 圣保罗修道院
- 圣母小教堂
- 圣罗奇小教堂
- 圣雷米墓地

#### 民间建筑

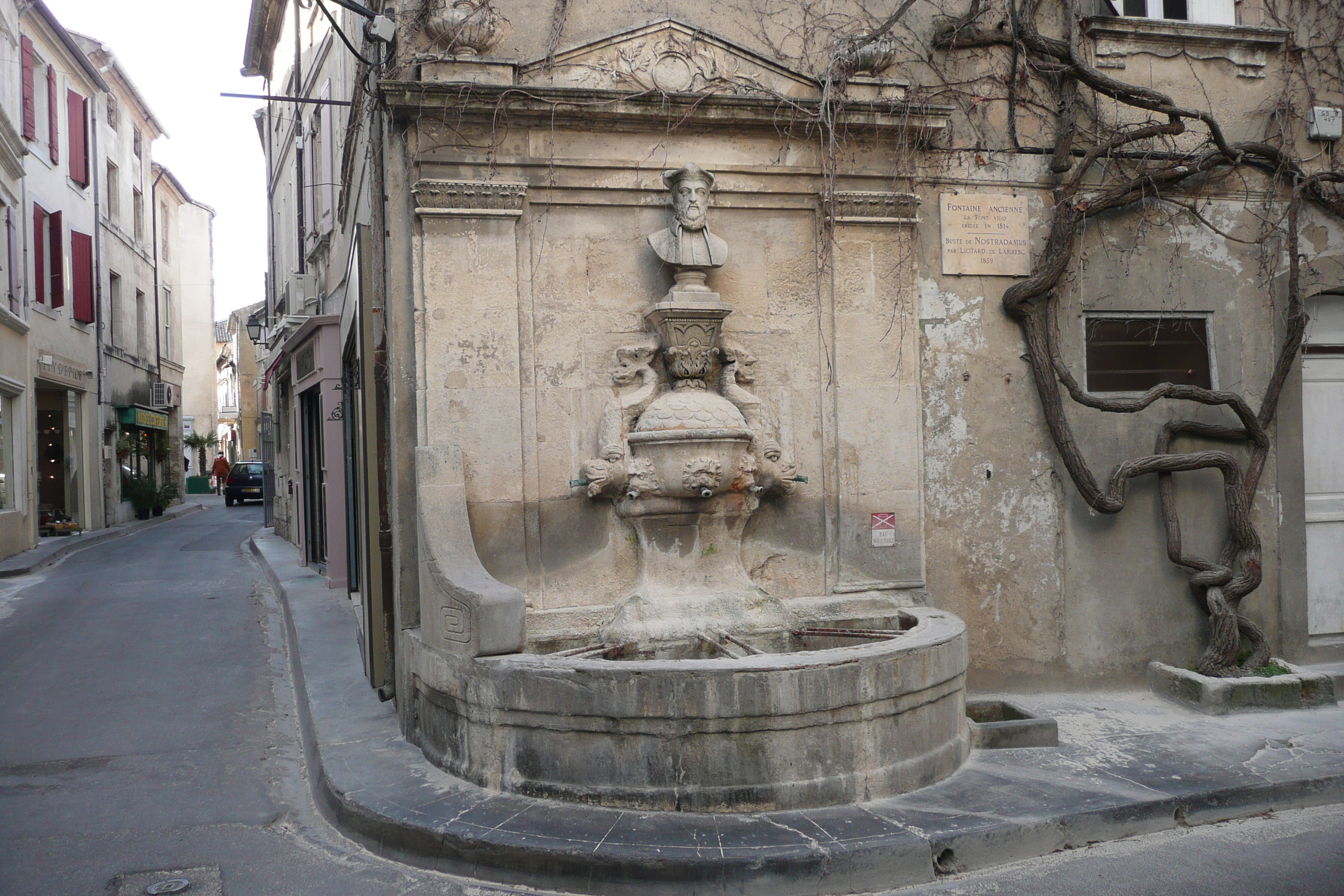
井

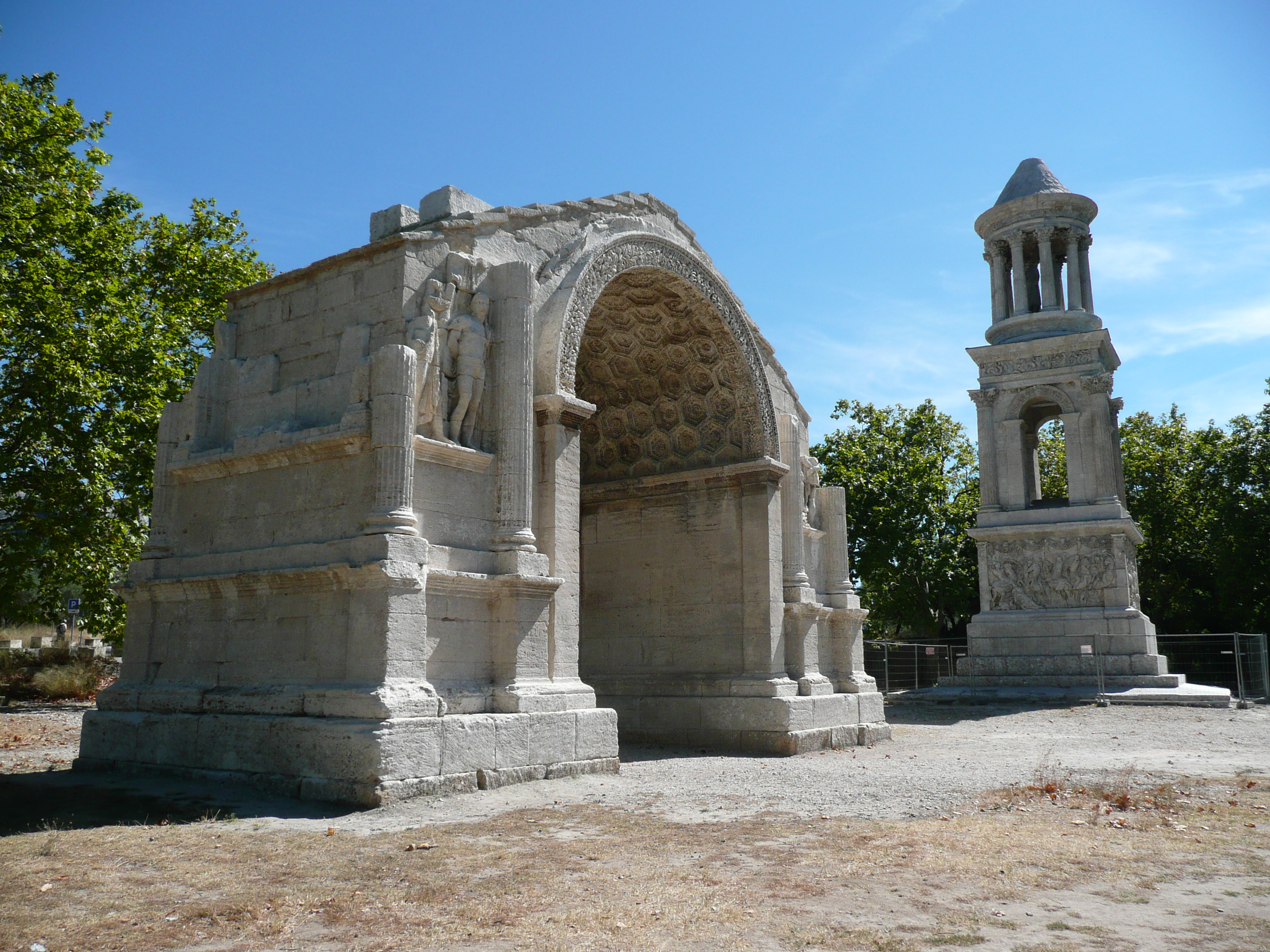
格拉努姆遗迹

- 行星区
- 让·德·雷诺广场
- 諾斯特拉達穆斯喷泉

- 格拉努姆遗迹
- 市场

## 名人
- 阿尔贝二世，现任摩纳哥亲王，佩有圣雷米领主头衔
- 让-马里·巴莱斯特（英语：Jean-Marie Balestre），体育指挥
- 諾斯特拉達穆斯，医师和占星术士
- 文森特·梵高，画家
- 阿尔贝特·施韦泽，新教神学家、法国音乐家和医生
- 阿尔伯特·格列兹，画家